# Józef Uznański
Józef Uznański, znany jako Ujek (ur. 30 marca 1924 w Zakopanem, zm. 20 lutego 2012 tamże) – polski ratownik tatrzański, instruktor narciarski PZN i przewodnik tatrzański II klasy.

## Życiorys
W wieku czterech lat jeździł sprawnie na nartach i zajął pierwsze miejsce w zawodach dla dzieci na Lipkach (bieg na 100 metrów). Startował później m.in. na Międzynarodowych Mistrzostwach Polski w biegu zjazdowym (18. miejsce) i slalomie specjalnym (8. miejsce). W 1939 wystartował w eliminacjach do Mistrzostw Świata, jednak nie miał skończonych 16 lat i nie sklasyfikowano go. Jego karierę narciarską przerwała II wojna światowa.
W czasie II wojny światowej żołnierz (kurier tatrzański) Związku Walki Zbrojnej. Jest słynny z wyczynu, którego miał dokonać w latach hitlerowskiej okupacji: wyskoczył z dojeżdżającego do stacji końcowej wagonika kolejki linowej na Kasprowy Wierch, gdy dowiedział się, że na górze czekają na niego hitlerowcy. Zjechał sprawnie Żlebem pod Palcem, który znał, ponieważ w czasie swej kariery narciarskiej zjeżdżał tamtędy, w czasie treningu z Bronisławem Czechem. Inną wersję tego wydarzenia przedstawił Antoni Kroh w książce Sklep potrzeb kulturalnych. Według Kroha wersja „oficjalna” to miejska legenda. W Sylwestra 1944 wszedł z innym członkiem AK, Janem Krupskim, na niemiecki bal w schronisku Murowaniec i odśpiewał polski hymn. Sprawa ta zakończyła się bez konsekwencji. W ostatnich miesiącach wojny służył w 1. Pułku Strzelców Podhalańskich (IV Batalion Juliana Zapały Lamparta).
W 1945 aresztowany został przez komunistów, ale zbiegł z punku zbornego na Słowacji. Po raz drugi w 1945 aresztowało go NKWD podczas próby ucieczki na Zachód w punkcie zbiórki w okolicach Gubałówki (chciał ostrzec towarzyszy przed obławą). Był przesłuchiwany w Krakowie, ale udało mu się zbiec z Fortu IVa wraz z czterema innymi osobami. Jeszcze w 1945 wrócił do Zakopanego, ale brak przyszłości zmusił go do wyjazdu na Ziemie Odzyskane. Po raz trzeci komuniści aresztowali go w Gorzowie Wielkopolskim. Mimo wycieńczenia przesłuchaniami uciekł z gorzowskiego szpitala w 1952, wrócił do Zakopanego i do 1954 ukrywał się. Potem podjął pracę ratownika górskiego i (potem) instruktora narciarskiego. Konserwował szlaki i malował słupki graniczne.
Uznański był obdarzony wielką sprawnością i świetnym zdrowiem. Był aktywnym ratownikiem jeszcze długo po sześćdziesiątce. Inicjował przejście z ratownictwa tradycyjnego do nowoczesnego, wprowadzał nowe techniki (np. zestaw Grammingera, w którym przejechał łącznie ponad 1950 metrów, co było rekordem Polski). Do emerytury wziął udział w około 313 akcjach ratunkowych i 200 interwencjach narciarskich. Jako pierwszy (1963) zjechał szelkach Grammingera z Kazalnicy Mięguszowieckiej (drogą Łapińskiego), ustanawiając światowy rekord długości zjazdu z rannym taternikiem (460 m). W uznaniu zasług Uznańskiego odznaczono go Krzyżem Komandorskim z Gwiazdą Orderu Odrodzenia Polski.

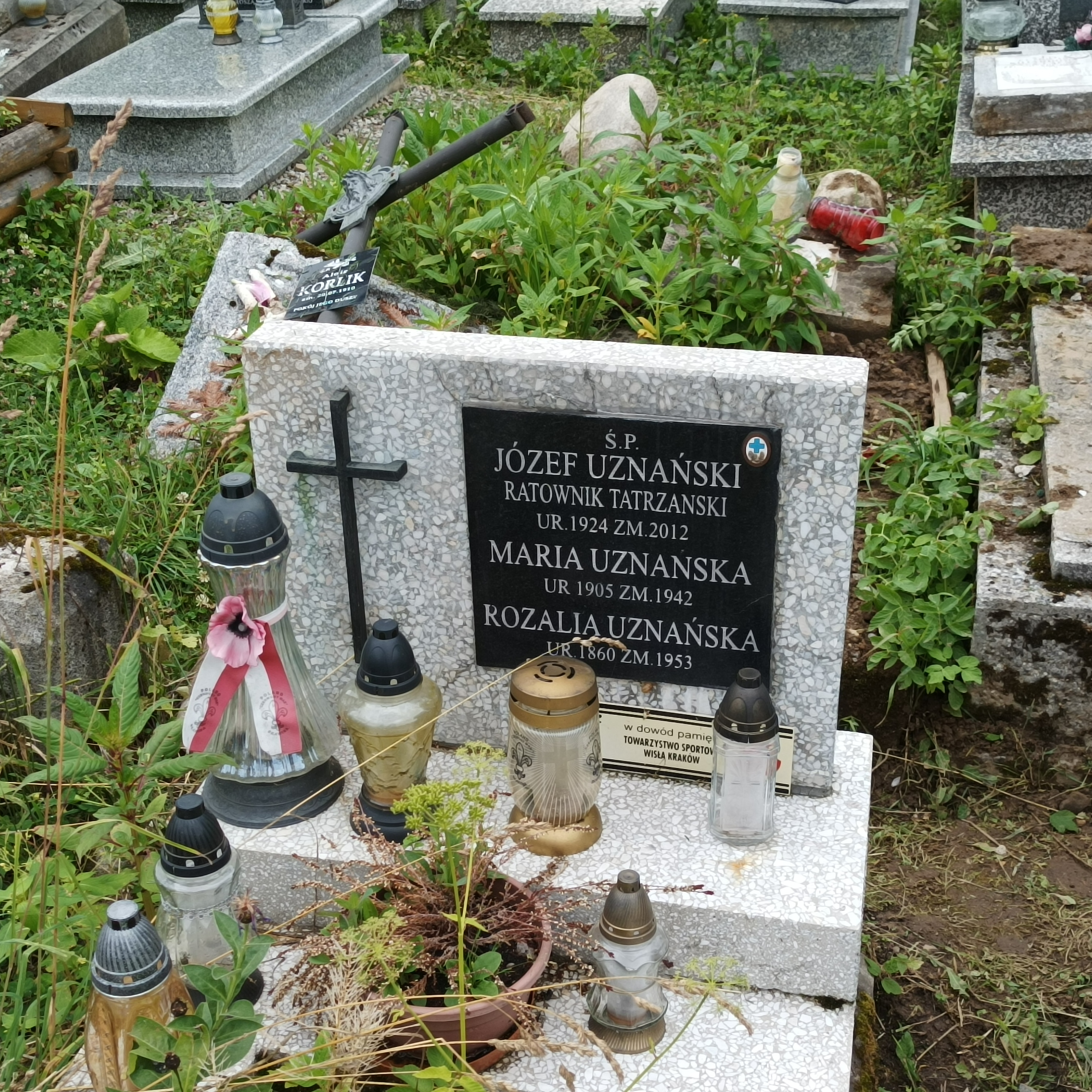
Grób Józefa Uznańskiego na Nowym Cmentarzu w Zakopanem

Został pochowany na nowym cmentarzu w Zakopanem (kwatera K5-4-17).

## Inspiracje kulturalne
Historia skoku z kolejki linowej zainspirowała m.in. twórców filmu Znicz olimpijski z 1969. Nie znaleziono kaskadera, który skoczyłby do Żlebu pod Palcem, w związku z czym scenę nakręcono w pobliżu Kuźnic (kaskader Krzysztof Fus po upadku przebywał w szpitalu, a scena nie weszła ostatecznie do filmu).

## Odznaczenia
Otrzymał m.in.: Krzyż Komandorski z Gwiazdą Orderu Odrodzenia Polski, Krzyż Kawalerski Orderu Odrodzenia Polski, Krzyż Armii Krajowej, Krzyż Walecznych, Złoty Krzyż Zasługi, Srebrny Krzyż Zasługi, Brązowy Krzyż Zasługi, Medal za Ofiarność i Odwagę, srebrny medal Za wybitne osiągnięcia sportowe, złota odznaka Za zasługi dla Zakopanego, złota odznaka Polskiego Towarzystwa Turystyczno-Krajoznawczego, złota odznaka Górskiego Ochotniczego Pogotowia Ratunkowego, odznaka Za wzorową pracę w służbie zdrowia i medal 400 lat Zakopanego.